# Suxiao
Suxiao, död 1456, var en kinesisk kejsarinna, gift med Jingtai-kejsaren.  
Suxiao var ursprungligen inte huvudgemål utan konkubin till prins Jingtai. När Jingtai blev kejsare, då hans bror år 1449 tillfångatagits av mongolerna, befordrades Suxiao till gemål av andra rang efter kejsarinnan. Kejsaren hade ingen son med sin huvudgemål och kejsarinna. När Suxiao födde en son och denna son år 1452 utsågs till tronarvinge, lät kejsaren degradera sin tidigare kejsarinna och befordra Suxiao till kejsarinna, eftersom hon blivit tronarvingens mor. Hon avled 1456. Året därpå avsattes hennes make då hans bror släpptes fri av mongolerna. 